# SA (album)
Pour les articles homonymes, voir SA.
Albums de Ami Suzuki
Infinity Eighteen vol.1
(2000)
Singles
SA est le 1er album d'Ami Suzuki, nommé d'après ses initiales (Suzuki Ami) et prononcé à l'anglaise ("S-A"), sorti en 1999.

## Présentation
L'album sort le 25 mars 1999 au Japon sous le label True Kiss Disc de Sony Music Japan, produit et coécrit par Tetsuya Komuro, avec la collaboration sur la plupart des titres de Marc Panther du groupe globe pour les paroles et de Cozy Kubo pour la musique et les arrangements.
L'album atteint la 1re place du classement de l'Oricon. Il se vend à 1 058 510 exemplaires la première semaine, et reste classé pendant 33 semaines, pour un total de 1 879 430 exemplaires vendus durant cette période. Il est également édité au format MiniDisc un mois plus tard. C'est l'album le plus vendu de la chanteuse.
L'album contient huit titres (dont la "face B" du single Love the Island) déjà sortis précédemment sur les six premiers singles de la chanteuse (dont un "double face A"), et ne contient donc que six titres inédits.

## Liste des titres
| 1.  | Nothing Without You                                                       | MARC / Komuro / Komuro & Cozy Kubo       | 4:13 |
| 2.  | Stories Behind (STORIES BEHIND)                                           | Ami & MARC / Cozy Kubo / Cozy Kubo       | 2:01 |
| 3.  | Alone in My Room (alone in my room)                                       | Komuro & MARC / Komuro / Komuro          | 5:00 |
| 4.  | White Key (white key)                                                     | Komuro & MARC / Komuro & Cozy Kubo       | 4:35 |
| 5.  | Another World (ANOTHER WORLD)                                             | MARC / Cozy Kubo / Cozy Kubo             | 3:48 |
| 6.  | Love the Island (Love the island)                                         | MARC & Komuro / Komuro & Randy Waldman   | 4:55 |
| 7.  | Don’t Leave Me Behind (Don't leave me behind)                             | Ami & MARC / Komuro / Komuro & Cozy Kubo | 4:39 |
| 8.  | Boku no Shiawase (ボクのしあわせ)                                         | Takahiro Maeda / Cozy Kubo & 村山達哉    | 4:33 |
| 9.  | In My Diary... (in my diary...)                                           | MARC / Cozy Kubo / Cozy Kubo             | 3:40 |
| 10. | Asu, Atsuku, Motto, Tsuyoku (明日、あつく、もっと、つよく(album version)) | Komuro & HIROSHI / Komuro / Cozy Kubo    | 5:06 |
| 11. | Private Sky (PRIVATE SKY)                                                 | MARC / Cozy Kubo / Cozy Kubo             | 3:41 |
| 12. | All Night Long (all night long)                                           | MARC & Komuro / Komuro / Komuro          | 4:50 |
| 13. | Silent Stream                                                             | MARC / Cozy Kubo / Cozy Kubo             | 5:18 |
| 14. | ...Smile (...smile)                                                       | Takahiro Maeda / Cozy Kubo / Cozy Kubo   | 1:52 |